# Anni 1470
Gli anni 1470 sono il decennio che comprende gli anni dal 1470 al 1479 inclusi.

## Eventi, invenzioni e scoperte
- Durante la messa nel duomo di Santa Maria del Fiore a Firenze, una congiura volta a rovesciare il governo dei Medici (conosciuta come congiura dei Pazzi, dalla famiglia che la organizzò) si conclude non tanto con la morte di Lorenzo il Magnifico (obiettivo primario) ma con quella del fratello Giuliano de' Medici. Al fallimento della congiura seguiranno una serie di processi volti a giustiziare tutti coloro che ne facevano parte.